# 毛掌叶锦鸡儿
毛掌叶锦鸡儿（学名：Caragana leveillei）为豆科锦鸡儿属下的一个种。

## 扩展阅读
維基物種上的相關：毛掌叶锦鸡儿